# NGC 621
NGC 621 este o galaxie lenticulară situată în constelația Triunghiul. A fost descoperită în 24 noiembrie 1883 de către Édouard Stephan.